# کمیل کستک
کمیل ورونیکا کستک (انگلیسی: Camille Kostek؛ زادهٔ ۱۹ فوریهٔ ۱۹۹۲) مدل، بازیگر، و مجری اهل ایالات متحده آمریکا است.
از فیلم‌ها یا برنامه‌های تلویزیونی که وی در آن نقش داشته‌است می‌توان به مرد آزاد، من احساس زیبایی می‌کنم اشاره کرد.